# 125-я истребительная авиационная дивизия ПВО
125-я истреби́тельная авиацио́нная диви́зия ПВО (125-я иад ПВО) — авиационное соединение ПВО Вооружённых Сил РККА, принимавшее участие в боевых действиях Великой Отечественной войны.

## История наименований
- 125-я истребительная авиационная дивизия ПВО;
- 125-я истребительная авиационная дивизия[1];
- 125-я истребительно-бомбардировочная авиационная дивизия[1];
- 125-я авиационная дивизия истребителей-бомбардировщиков[1];
- Войсковая часть (Полевая почта) 35505[1];
- Войсковая часть (Полевая почта) 80580 (с 01.10.1951 года)[1].

## История и боевой путь дивизии
125-я истребительная авиационная дивизия ПВО сформирована 3 марта 1942 года Приказом НКО СССР. После завершения формирования дивизия вошла в оперативное подчинение Тульского дивизионного района ПВО.
С февраля 1943 года дивизия выполняла задачу по прикрытию города Тулы и его промышленных объектов, железнодорожные участки Чернь, Горбачево, Тула, Серпухов, Волово, Сталиногорск, Кашира, Сухиничи, Козельск, Тула силами 960-го и 787-го полков и города Калуга, железнодорожные участки Калуга-Алексин-Тула, Сухиничи-Калуга-Малоярославец и мост через реку Угра возле Калуги силами 495-го иап.
С мая 1943 года дивизия вела боевые действия на Брянском фронте, а с июля вошла в состав Западного фронта ПВО. Части дивизии до мая 1944 года выполнили 8521 боевых вылетов, провели 131 воздушный бой, в которых сбили 48 самолётов противника.
До августа 1944 года дивизия находилась в оперативном подчинении 82-й дивизии ПВО Северного фронта ПВО, а затем вошла в оперативное подчинение вновь сформированного 13-го корпуса ПВО Северного фронта ПВО. Полки дивизии осуществляли противовоздушную оборону городов Вильнюс, Каунас и Лида, железнодорожных и шоссейных коммуникаций, мостов и переправ через реки Неман, Вилия, Нявежис, Дубиса, тыловых баз, объектов и войск 3-го Белорусского и 1-го Прибалтийского фронтов.
Войну дивизия закончил на аэродромном узле Каунас.
В составе действующей армии дивизия находилась с 3 марта 1942 года по 31 декабря 1943 года и с 25 июля 1944 года по 20 января 1945 года.

### Послевоенная история дивизии
После войны дивизия продолжала выполнять задачи ПВО в составе 20-й воздушной истребительной армии ПВО Западного округа ПВО. В июле 1945 года в состав дивизии вошел 441-й истребительный авиационный полк ПВО из 106-й истребительной авиационной дивизии ПВО с перебазированием с аэродрома Двинск на аэродром Каунас. В декабре 1945 года полк из состава 125-й истребительной авиационной дивизии ПВО передан в состав 328-й истребительной авиационной дивизии ПВО и перебазировался на аэродром Брянск.
10 сентября 1945 года в состав дивизии вошел 416-й истребительный авиационный полк ПВО из состава расформированной 124-й истребительной авиационной дивизии ПВО. Полк базировался на аэродроме Поддубье. С 14 февраля 1946 года полк расформирован в дивизии (директива ГШ КА № орг/10/88861 от 15.12.1945). С 15 февраля 1946 года в состав дивизии вошел 33-й истребительный авиационный полк ПВО, переданный из 106-й истребительной авиационной дивизии ПВО. С 1 июня 1946 года после расформирования 20-й ВИА ПВО и Западного округа ПВО дивизия действовала в составе 19-й воздушной истребительной армии ПВО Северо-Западного округа ПВО. 14 августа 1948 года после упразднения Северо-Западного округа ПВО дивизия вместе с армией вошла в состав Московского района ПВО.
После массового переименования частей и соединений 20 февраля 1949 года дивизия, не поменяв наименование, вошла в состав 88-го истребительного авиационного корпуса ПВО (до переименования 33-й истребительный авиационный корпус ПВО) 78-й воздушной истребительной армии ПВО (бывшей 19-й воздушной истребительной армии ПВО) Московского района ПВО. В мае 1949 года дивизия передана в состав 13-го истребительного авиационного корпуса ПВО.
10 октября 1951 года дивизия передана из войск ПВО в состав ВВС, войдя в подчинение 71-го истребительного авиакорпуса 24-й воздушной армии Группы Советских войск в Германии. Дивизия перебазировалась на аэродромный узел Финов (Финов, Лерц, Нойруппин и Темплин), а также поменяла свое наименование, условный номер воинской части и полевой почты: 125-я истребительная авиационная дивизия (Войсковая часть (Полевая почта) 80580).
С поступлением на вооружении новой авиационной техники полки дивизии к 1960 году освоили:
- 33-й истребительный авиационный полк — самолёты МиГ-15, МиГ-17 и МиГ-19 (аэродром Лерц);
- 730-й истребительный авиационный полк — самолёты МиГ-15 и МиГ-17 (аэродром Нойруппин);
- 787-й истребительный авиационный полк — самолёты МиГ-15, МиГ-17 и Як-25М (аэродром Темплин).

В июле 1960 года 125-я истребительная авиационная дивизия была передана в созданную истребительно-бомбардировочную авиацию и получила наименование 125-я истребительно-бомбардировочная авиационная дивизия. Состав дивизии претерпел изменения.:
- 33-й истребительный авиационный полк передан в состав 16-й гвардейской истребительной авиационной Свирской Краснознаменной дивизии;
- 787-й истребительный авиационный полк передан в состав 16-й гвардейской истребительной авиационной Свирской Краснознаменной дивизии;
- в состав дивизии вошел 19-й гвардейский истребительно-бомбардировочный авиационный полк (МиГ-17, аэродром Витшток);
- в состав дивизии вошел 19-й гвардейский истребительно-бомбардировочный авиационный полк (МиГ-17, аэродром Пархим);

С февраля 1962 года дивизия начала осваивать новый самолёт истребительно-бомбардировочной авиации Су-7Б, с 1974 года — Су-17М и с 1977 года — МиГ-27.
С 1976 года все полки и дивизии истребительно-бомбардировочной авиации переименованы:
- 125-я истребительно-бомбардировочная авиационная дивизия стала именоваться 125-й авиационной дивизией истребителей-бомбардировщиков;
- 19-й гвардейский истребительно-бомбардировочный авиационный полк — 19-й гвардейский авиационный полк истребителей-бомбардировщиков
- 20-й гвардейский истребительно-бомбардировочный авиационный полк — 20-й гвардейский авиационный полк истребителей-бомбардировщиков
- 730-й истребительно-бомбардировочный авиационный полк — 730-й авиационный полк истребителей-бомбардировщиков

В связи с распадом СССР и выводом войск из Западной группы войск 125-я авиационная дивизия истребителей-бомбардировщиков была расформирована в период с июля по октябрь 1993 года. Полки дивизии выведены на аэродромы России и расформированы:
- 19-й гвардейский авиационный полк истребителей-бомбардировщиков — аэродром Миллерово Ростовская область, расформирован в 2009 году;
- 20-й гвардейский авиационный полк истребителей-бомбардировщиков — 5 апреля 1994 года выведен из Западной группы войск с аэродрома Гросс-Дельн (Темплин) на аэродром Каменка с преобразованием в бомбардировочный авиационный полк и перевооружением на самолёты Су-24М. 1 мая 1998 года полк расформирован с передачей части личного состава и всех регалий в 899-й штурмовой авиаполк;
- 730-й авиационный полк истребителей-бомбардировщиков — 29 мая 1991 года выведен в Московский военный округ и 20 июня 1991 года расформирован на аэродроме Мигалово.

## Командиры дивизии
| Звание                           | Имя                          | Период                  | Примечание |
| -------------------------------- | ---------------------------- | ----------------------- | ---------- |
| Полковник, генерал-майор авиации | Торопчин Николай Степанович  | 03.03.1942 — 15.05.1944 |            |
| Полковник, генерал-майор авиации | Зеленцов Виктор Владимирович | 16.05.1944 — 01.11.1949 |            |

## В составе объединений
| Дата          | Фронт (округ)                     | Район (армия ПВО, корпус ПВО)                               | Примечание                                 |
| ------------- | --------------------------------- | ----------------------------------------------------------- | ------------------------------------------ |
| 03.03.1942 г. | Московский военный округ          | Тульский дивизионный район ПВО                              |                                            |
| 01.05.1943 г. | Брянский фронт                    | Тульский дивизионный район ПВО                              |                                            |
| 29.06.1943 г. | Западный фронт ПВО                | Тульский дивизионный район ПВО                              |                                            |
| 27.01.1944 г. | Западный фронт ПВО                | Минский корпусной район ПВО                                 |                                            |
| 01.03.1944 г. | Западный фронт ПВО                | в подчинении фронта                                         |                                            |
| 21.04.1944 г. | Северный фронт ПВО                | 82-я дивизия ПВО                                            |                                            |
| 01.09.1944 г. | Северный фронт ПВО                | 13-й корпус ПВО                                             |                                            |
| 24.12.1944 г. | Западный фронт ПВО                | 13-й корпус ПВО                                             |                                            |
| 09.05.1945 г. | Западный фронт ПВО                | 13-й корпус ПВО                                             |                                            |
| 01.09.1945 г. | Западный округ ПВО                | 20-я воздушная истребительная армия ПВО                     |                                            |
| 01.06.1946 г. | Северо-Западный округ ПВО         | 19-я воздушная истребительная армия ПВО                     |                                            |
| 20.02.1949 г. | Северо-Западный округ ПВО         | 78-я воздушная истребительная армия ПВО                     |                                            |
| 01.05.1949 г. | Северо-Западный округ ПВО         | 78-я воздушная истребительная армия ПВО                     | 33-й истребительный авиационный корпус ПВО |
| 31.05.1949 г. | Северо-Западный округ ПВО         |                                                             | 13-й истребительный авиационный корпус ПВО |
| 10.10.1951 г. | Группа советских войск в Германии | 24-я воздушная армия 71-й истребительный авиационный корпус |                                            |
| 01.07.1960 г. | Группа советских войск в Германии | 24-я воздушная армия 71-й истребительный авиационный корпус | переформирована в адиб                     |

## Части и отдельные подразделения дивизии
За весь период своего существования боевой состав дивизии претерпевал изменения, в различное время в её состав входили полки:
| Период                  | Наименование                               | Примечание                     |
| ----------------------- | ------------------------------------------ | ------------------------------ |
| 15.02.1946 — 01.07.1960 | 33-й истребительный авиационный полк ПВО   | передан в состав 16-й гв. иад  |
| 15.02.1942 — 07.07.1942 | 171-й истребительный авиационный полк ПВО  | передан в состав 286-й иад     |
| 01.06.1944 — 30.07.1944 | 383-й истребительный авиационный полк ПВО  | передан в состав 148-й иад ПВО |
| 10.09.1945 — 14.02.1946 | 416-й истребительный авиационный полк ПВО  | расформирован в 125-й иад ПВО  |
| 01.07.1945 — 01.12.1945 | 441-й истребительный авиационный полк ПВО  | передан в состав 328-й иад ПВО |
| 03.03.1942 — 13.10.1943 | 495-й истребительный авиационный полк ПВО  | передан в состав 328-й иад ПВО |
| 10.04.1943 — 01.08.1944 | 651-й истребительный авиационный полк ПВО  | передан в состав 320-й иад ПВО |
| 01.07.1944 — 01.07.1960 | 730-й истребительный авиационный полк ПВО  | передан в состав 125-й адиб    |
| 13.03.1942 — 01.07.1960 | 787-й истребительный авиационный полк ПВО  | передан в состав 125-й адиб    |
| 22.03.1943 — 15.05.1943 | 907-й истребительный авиационный полк ПВО  | передан в состав 101-й иад ПВО |
| 01.08.1942 — 03.12.1943 | 960-й истребительный авиационный полк ПВО  | передан в состав 328-й иад ПВО |
| 08.07.1944 — 25.07.1944 | 963-й истребительный авиационный полк ПВО  | передан в состав 320-й иад ПВО |
| 15.12.1943 — 01.06.1944 | 1006-й истребительный авиационный полк ПВО | передан в состав 36-й иад ПВО  |

## Боевой состав на 9 мая 1945 года
| Наименование                              | Примечание                               |
| ----------------------------------------- | ---------------------------------------- |
| 730-й истребительный авиационный полк ПВО | Як-9, Каунас, Литовская ССР              |
| 787-й истребительный авиационный полк ПВО | Як-9, Новосёлки (Вильнюс), Литовская ССР |

## Боевой состав на 1950 год
| Наименование                              | Примечание                               |
| ----------------------------------------- | ---------------------------------------- |
| 33-й истребительный авиационный полк ПВО  | Як-9, Каунас, Литовская ССР              |
| 730-й истребительный авиационный полк ПВО | Як-3, Каунас, Литовская ССР              |
| 787-й истребительный авиационный полк ПВО | Як-3, Новосёлки (Вильнюс), Литовская ССР |

## Боевой состав на 1960 год
| Наименование                          | Примечание                                |
| ------------------------------------- | ----------------------------------------- |
| 33-й истребительный авиационный полк  | МиГ-19, Лерц, Германия                    |
| 730-й истребительный авиационный полк | МиГ-17, Нойруппин, Германия               |
| 787-й истребительный авиационный полк | МиГ-17, МиГ-19, Як-25М, Темплин, Германия |

## Отличившиеся воины дивизии
- Пирожков Борис Григорьевич, старший лейтенант, командир эскадрильи 787-го истребительного авиационного полка 125-й истребительной авиационной дивизии ПВО 14 февраля 1943 года удостоен звания Герой Советского Союза. Посмертно.

## Участие в операциях и битвах
- Битва за Москву

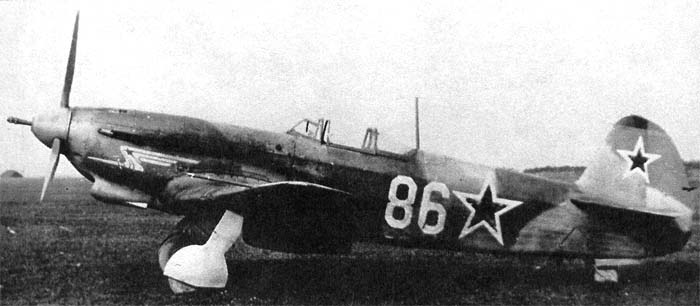
Як-9

- ПВО объектов Московского военного округа
- ПВО объектов Западного фронта ПВО
- ПВО объектов Северного фронта ПВО
- ПВО объектов Ленинградского фронта
- ПВО объектов 3-го Белорусского фронта
- ПВО объектов Белорусско-Литовского военного округа

## Итоги боевой деятельности
За период с 3 марта 1942 года по май 1944 года дивизия выполнила
| Боевых вылетов | Проведено воздушных боев | Сбито самолётов противника |
| -------------- | ------------------------ | -------------------------- |
| 8521           | 131                      | 48                         |

## Базирование
| Период               | Место базирования      |
| -------------------- | ---------------------- |
| 1945 — 10.1951       | Вильнюс, Литовская ССР |
| 10.1951 — 10.1956    | Финов, Германия        |
| 10.1956 — 01.07.1960 | Рехлин, Германия       |

| МиГ-19 | МиГ-15 | МиГ-17 |